# Leopoldamys edwardsi
Leopoldamys edwardsi is een knaagdier uit het geslacht Leopoldamys dat voorkomt van Noordoost-India tot Zuid-Anhui (Midden-China), Midden-Vietnam en Noord-Thailand. Het dier leeft ook op Hainan, maar de populatie die daar voorkomt omvat veel kleinere dieren en is mogelijk een aparte soort. Deze soort is nauw verwant aan L. ciliatus en L. milleti, die vroeger in L. edwardsi werden geplaatst.
L. edwardsi is een grote rat met een lange staart. De rug is bruin, de buik wit. De staart is van boven donkerbruin en van onder wit of grijsachtig. Op de voeten zitten bruine strepen. Net als bij andere soorten hebben vrouwtjes 1+1+2=4 mammae.